# 富士宮市立富士根南中学校
富士宮市立富士根南中学校（ふじのみやしりつ ふじねみなみちゅうがっこう）は、静岡県富士宮市にある公立中学校である。
富士宮市内では最も生徒数の多い中学校であり、令和6年度は計640名が在学。これまでに卒業生は15,000名を超える。
杉田1～6区・大岩1区の避難所に指定されている。
略称は「根南」

## 概要
部活動
- 野球部、サッカー部、バレーボール部、バスケットボール部、卓球部、テニス部、バドミントン部、剣道部、陸上部、柔道部、相撲部、吹奏楽部、美術部、書道部

主な行事
- 南輝祭

進学元小学校
- 富士宮市立富士根南小学校

## 通学区域
- 小泉1区 小泉2区 小泉3区 小泉4区 小泉5区 上小泉区
- 大岩1区 大岩2区 大岩3区
- 杉田1区 杉田2区 杉田3区 杉田4区 杉田5区  杉田6区
- 村山3区（1町内）[4]

## 著名な卒業生
- 山崎陽子（歌手）[5]
- 吉田豊（サッカー選手）[6]